# Дамянов, Дамян
Дамян Петров Дамянов (болг. Дамян Петров Дамянов; 18 января 1935, Сливен, Болгария — 6 июня 1999, София, Болгария) — болгарский поэт.

## Биография
Существует ошибочное мнение, что Дамян Дамянов родился 13 января из-за опечатки в издании «Тетрадь для всех» («Тетрадка по всичко») 1984 года. В 1949 году были опубликованы первые стихотворения Дамянова в газете «Сливенское дело» («Сливенско дело»).
В 1953 году Дамянов окончил гимназию в Сливене, а в 1961 году — Софийский университет по специальности «болгарская филология». Работал литературным консультантом в газете «Народная молодёжь» («Народна младеж») и редактором в журнале «Поэзия».
В 1963 году была переведена на русский язык книга «Пусть окно распахнётся». Многие произведения Дамянова были переведены на русский, белорусский, украинский, венгерский и другие языки.
Жена Дамянова — поэтесса Надежда Захариева (род. в 1944 г.). От неё у Дамянова родилось трое детей.
6 июня 1999 года в возрасте 64 лет Дамян Дамянов умер в Софийской Военно-медицинской академии.

## Творчество

### Поэзия
- «Ако нямаше огън. Стихове». 1958 (1959, 1972).
- «Очакване. Стихове». 1960 (1968).
- «Лирика». 1962.
- «Поема за щастието». 1963.
- «Стени. Стихове». 1964.
- «Пред олтара на слънцето. Стихове». 1964.
- «Като тревата. Стихове». 1966.
- «Гимназия „Родина“. Стихове и поеми». 1967.
- «Коленича пред тебе. Стихове». София: Профиздат, 1967, 77 с.
- «И си отива лятото. Стихотворения». 1968.
- «Ти приличаш на моя сълза. Стихове». 1969.
- «Вчера по същото време. Стихотворения». София: Български писател, 1971, 93 с.
- «Молба към света. Стихотворения». 1973.
- «Радостно, тъжно и весело. Лирика». 1974.
- «Ще има връщане. Стихотворения». 1976.
- «Първото име на щастието. Страници от пътни бележки». 1976.
- «Да бяха хляб. Стихотворения». 1977.
- «Благословено да е нещото, което… Стихотворения». 1979 (1982).
- «Стигат ми солта и хляба. Стихотворения». 1980.
- «Отворен кръг. Стихотворения». Пловдив: Христо Г. Данов, 1983, 172 с.
- «Живей, измислице любов». София: Народна младеж, 1984, 264 с.
- «Всеки делник има красота. Стихотворения». София: Профиздат, 1985, 152 с.
- «Извървяното». София: Български писател, 1985, 175 с.
- «Молитва в полунощ. Стихотворения». 1986.
- «Приказка».
- «До следващата смърт»
- «Душа на възел»
- «Минава тъжния човек»
- «В духа си вечен». София: Мис 69, 2000, 152 с.
- «Иска ми се да живея». София: Захарий Стоянов, 2001, 424 с.
- «Още съм жив». София: Христо Ботев, 2005, 447 с.
- «Обичам те живот». София: Христо Ботев, 2005, 455 с.
- «Остани тази нощ». Нитон, 2005, 243 с.
- «Обича ме, не ме обича». София: Дамян Яков, 2007, 247 с.
- «Когато те измислих». Пловдив: Летера, 2009, 216 с.
- «До себе си ме възнеси». Пловдив: Летера, 2009, 120 с.
- «Душа без покрив». Пловдив: Летера, 2010, 344 с.
- «Прощална разходка. Непубликувани стихотворения». София: Милениум, 2010, 64 с.

### Поэмы
- «Преди всичко любов. Драматична поема». 1965.

### Романы
- «Таванът. Почти роман». 1983.

### А также
- «Живей така, че…» — эссе, импрессия, силуеты
- «И моята България пътува» — лирическая хроника
- «Тетрадка по всичко» — излагает некоторые проблемы автора
- «Първо име на щастието» — путевые заметки
- «Сбогом, бързам! Проза и не съвсем». Рассказы. 1989.
- «Хвърчилото се връща. Разкази за едно детство». Роман для детей. 1978.

## Награды
- Поэт удостоен «Димитровской премии», признан народным деятелем культуры и лауреатом
- 1998: премия «Премия Ивана Вазова» за большой вклад в литературное творчество